# Ouled Rached
Ouled Rached là một đô thị thuộc tỉnh Bouira, Algérie. Dân số thời điểm năm 2002 là 8.553 người.